# Sao Shwe Thaik
Sao Shwe Thaik (ur. 1894, zm. 21 listopada 1962 w Rangun) – birmański polityk, ostatni saopha Yawnghwe. 
Pierwszy prezydent niepodległej Birmy od 4 stycznia 1948 do 16 marca 1952. Okres jego rządów był okresem najbardziej demokratycznych rządów w historii kraju zwanej jako tzw. „dekada demokratyczna”. Thaik wdrażał „politykę niezaangażowania” w rodzącą się zimną wojnę. Pomimo stosunkowo dobrego rozwoju gospodarczego krajem wstrząsnęły konflikty wewnętrzne. Po skończonej kadencji prezydenckiej pełnił funkcję przewodniczącego parlamentu. Członek Antyfaszystowskiej Ludowej Partii Wolności. W marcu 1962 aresztowany po zamachu stanu dokonanym przez generała Ne Wina. Zmarł w niejasnych okolicznościach w więzieniu Insein w listopadzie tego roku.